# 카지와라 가쿠토
카자와라 가쿠토(梶原岳人, 1994년 11월 28일 ~ )는 일본의 남자 성우, 가수이다. 도쿄배우생활협동조합 소속. 소속 레이블은 에이벡스 픽쳐스.
오사카부 출신.

## 작품

### TV 애니메이션
2017년
- 블랙 클로버 - 아스타
- 이누야시키 - 코이케
- 에로망가 선생 - 메구미의 친구
- 요괴 아파트의 우아한 일상 - 조연 남학생

2018년
- DAMExPRINCE - 친위대
- 학원 베이비시터즈 - 사기누마
- 너는 아직 군마를 모른다 - 카미츠키 노리
- Butlers ~센넨하쿠넨가타리~ - 남학생
- 사이키 쿠스오의 재난 2기 - 승려B
- 소드 아트 온라인 얼터너터브: 건 게일 온라인 - 플레이어
- 일하는 세포 - 적혈구1
- 하이스코어 걸 - 남학생 B
- 이윽고 네가 된다 - 유우의 중학교 동급생
- 전생했더니 슬라임이었던 건에 대하여 - 고부조
- 츠루네 -카제마이고교 궁도부- - 남학생
- 죠죠의 기묘한 모험 - 나란챠 길가의 불량배 형

2019년
- 도메스틱한 그녀 - 키네 카즈유키
- 불꽃 소방대 - 신라 쿠사카베
- 걸리 에어포스 - 소년
- 방패용사 성공담 - 에이크
- 엔드로~! - 점원
- 우리는 공부를 못해 - 남자 A
- 후르츠 바스켓 - 남학생
- 닥터 스톤 - 기타 조연
- SD 건담 월드 삼국창걸전 - 유비 유니콘 건담
- ACTORS -Songs Connection- - 오토노미야 사쿠
- 악마에 입문했습니다! 이루마 군 - 카임 카무이
- 호시아이의 하늘 - 오오이 아유무

2020년
- 불꽃 소방대 2장 - 신라 쿠사카베

### 극장판 애니메이션
2025년
- 킹 오브 프리즘 -유어 엔드리스 콜- 모두 빛나라! 프리즘 투어즈 - 이부키 토마

### 게임
- 아이★츄 - 키사라기 마시로
- 점프 포스 - 아스타
- 문호와 알케미스트 - 미키 로후
- 앙상블 스타즈!! - 아마기 히이로